# Calyptorhynchus
Calyptorhynchus là một chi chim trong họ Cacatuidae, được mô tả bởi nhà tự nhiên học người Pháp Anselme Gaëtan Desmarest năm 1826. Chúng đa phần có màu đen, các loài chủ yếu khác nhau bởi kích thước, những phần lông màu đỏ, vàng, hay xám ở đuôi. Đây là chi duy nhất trong họ Calyptorhynchinae. Những nghiên cứu dự trên đoạn gen 12S mtADN gợi ý rằng Callocephalon fimbriatum cũng như Nymphicus hollandicus có lẽ là những họ hàng gần nhất của Calyptorhynchus (Brown & Toft, 1999). Tuy nhiên, những nghiên cứu sau đó, cho thấy Callocephalon fimbriatum gần nhất với Eolophus roseicapilla, còn Nymphicus hollandicus tự tạo ra một phân họ riêng trong Cacatuidae. Hai phân chi (Calyptorhynchus và Zanda) được công nhận:
- Phân chi Calyptorhynchus
  - Calyptorhynchus (Calyptorhynchus) banksii
    - Calyptorhynchus (Calyptorhynchus) banksii banksii
    - Calyptorhynchus (Calyptorhynchus) banksii graptogyne
    - Calyptorhynchus (Calyptorhynchus) banksii macrorhynchus
    - Calyptorhynchus (Calyptorhynchus) banksii naso
    - Calyptorhynchus (Calyptorhynchus) banksii samueli

  - Calyptorhynchus (Calyptorhynchus) lathami
    - Calyptorhynchus (Calyptorhynchus) lathami lathami
    - Calyptorhynchus (Calyptorhynchus) lathami erebus
    - Calyptorhynchus (Calyptorhynchus) lathami halmaturinus
- Phân chi Zanda
  - Calyptorhynchus (Zanda) funereus
    - Calyptorhynchus (Zanda) funereus funereus
    - Calyptorhynchus (Zanda) funereus whiteae (not widely accepted)[3]
    - Calyptorhynchus (Zanda) funereus xanthanotus

  - Calyptorhynchus (Zanda) latirostris
  - Calyptorhynchus (Zanda) baudinii